# This Is Exile
Albums de Whitechapel
The Somatic Defilement
(2007) A New Era of Corruption
(2010)
This Is Exile est le deuxième album studio du groupe de Deathcore américain Whitechapel. L'album est sorti le 8 juillet 2008 sous le label Metal Blade Records.
Trois vidéos musicales a été tournées pour les titres This Is Exile,Possession et Eternal Refuge.

## Composition du groupe
Whitechapel
- Phil Bozeman – chant
- Alex Wade – guitare
- Ben Savage – guitare
- Zach Householder - guitare
- Gabe Crisp – basse
- Kevin Lane – batterie

Production
- Produit par Jonny Fay.
- Mixé par Chris "Zeuss" Harris.
- Artwork par Colin Marks.

## Liste des titres
1. Father of Lies - 4:04
2. This Is Exile - 3:40
3. Possession - 5:04
4. To All That Are Dead - 3:38
5. Exalt (feat Guy Kozowyk of The Red Chord) - 3:06
6. Somatically Incorrect - 3:11
7. Death Becomes Him  - 3:19
8. Daemon (The Procreated) - 3:13
9. Eternal Refuge - 3:42
10. Of Legions - 2:44
11. Messiahbolical - 7:23